# エスタディオ・デ・ラ・ロマレーダ
エスタディオ・デ・ラ・ロマレーダ（Estadio de La Romareda ）は、スペイン・アラゴン州サラゴサにあるサッカー専用スタジアム。レアル・サラゴサがホームスタジアムとして使用している。収容人数は33,608人。

## 概要
1957年9月8日に開場し、現在の収容人数は33,608人である。アラゴン州において最大規模のスタジアムであり、同時に長い歴史を持つ。
これまでに3度のコパ・デル・レイの決勝 (1982-83, 1986-87, 1995-96)や1982 FIFAワールドカップ、1992年のバルセロナ五輪のサブスタジアムなどの会場として使用された。
1992年のバルセロナオリンピック以降このスタジアムでは大規模な国際大会は開催されていない。原因は1999年に行われた調査によってスタジアムの欠陥が指摘されたからである。そのため、クラブとサラゴサ自治体側は何度か改修案を発案しているが、いずれも具体的な計画までは移行していない。

## 歴史
1957年9月8日、レアル・サラゴサ対CAオサスナの親善試合として開催された試合でこけら落しとなり、4-3の撃ち合いの末にレアル・サラゴサが勝利を収めた。この試合の観客数は32,416人であり、そのうち16,000人が座席に座っての観戦だった。
1977年、スタジアムの北スタンドと南スタンドにそれまであったスタンドを取り壊して屋根付きの新スタンドが新設され、収容人数が43,524人まで増加した。その後、1982 FIFAワールドカップ開催に合わせてスタンドの整備を行なったことや1994年に求められたUEFAによる立ち見席の規制が原因で収容人数が大きく減少し、34,596人収容となった。
2006年8月、選手用ロッカールームの一新やジャグジー、医療処置室の改築などスタジアム内部の設備に手を加えて近代的なスタジアムへとスタジアムを移行させた。

## 開催された主な試合
- 1982 FIFAワールドカップ

| 日付          | ホームチーム   | 結果 | アウェーチーム | ラウンド  |
| ------------- | -------------- | ---- | -------------- | --------- |
| 1982年6月17日 | ユーゴスラビア | 0-0  | 北アイルランド | グループ5 |
| 1982年6月21日 | ホンジュラス   | 1-1  | 北アイルランド | グループ5 |
| 1982年6月24日 | ホンジュラス   | 0-1  | ユーゴスラビア | グループ5 |

- バルセロナオリンピック

| 日付          | ホームチーム   | 結果 | アウェーチーム | ラウンド  |
| ------------- | -------------- | ---- | -------------- | --------- |
| 1992年7月24日 | ポーランド     | 2-0  | クウェート     | グループA |
| 1992年7月27日 | アメリカ合衆国 | 3-1  | クウェート     | グループA |
| 1992年7月29日 | アメリカ合衆国 | 2-2  | ポーランド     | グループA |
| 1992年7月26日 | デンマーク     | 1-1  | メキシコ       | グループD |
| 1992年7月28日 | デンマーク     | 0-0  | ガーナ         | グループD |
| 1992年7月39日 | デンマーク     | 0-3  | オーストラリア | グループD |
| 1992年8月2日  | パラグアイ     | 2-4  | ガーナ         | 準々決勝  |

- 国際Aマッチ

| 日付           | ホームチーム | 結果 | アウェーチーム | ラウンド                      |
| -------------- | ------------ | ---- | -------------- | ----------------------------- |
| 1970年10月28日 | スペイン     | 2-1  | ギリシャ       | 親善試合                      |
| 1983年4月27日  | スペイン     | 2-0  | アイルランド   | 1984 FIFAワールドカップ・予選 |
| 1985年11月20日 | スペイン     | 0-0  | オーストリア   | 親善試合                      |
| 2003年6月11日  | スペイン     | 0-1  | ギリシャ       | UEFA EURO 2004予選            |
| 2022年9月24日  | スペイン     | 1-2  | スイス         | UEFAネーションズリーグ2022-23 |

## ギャラリー

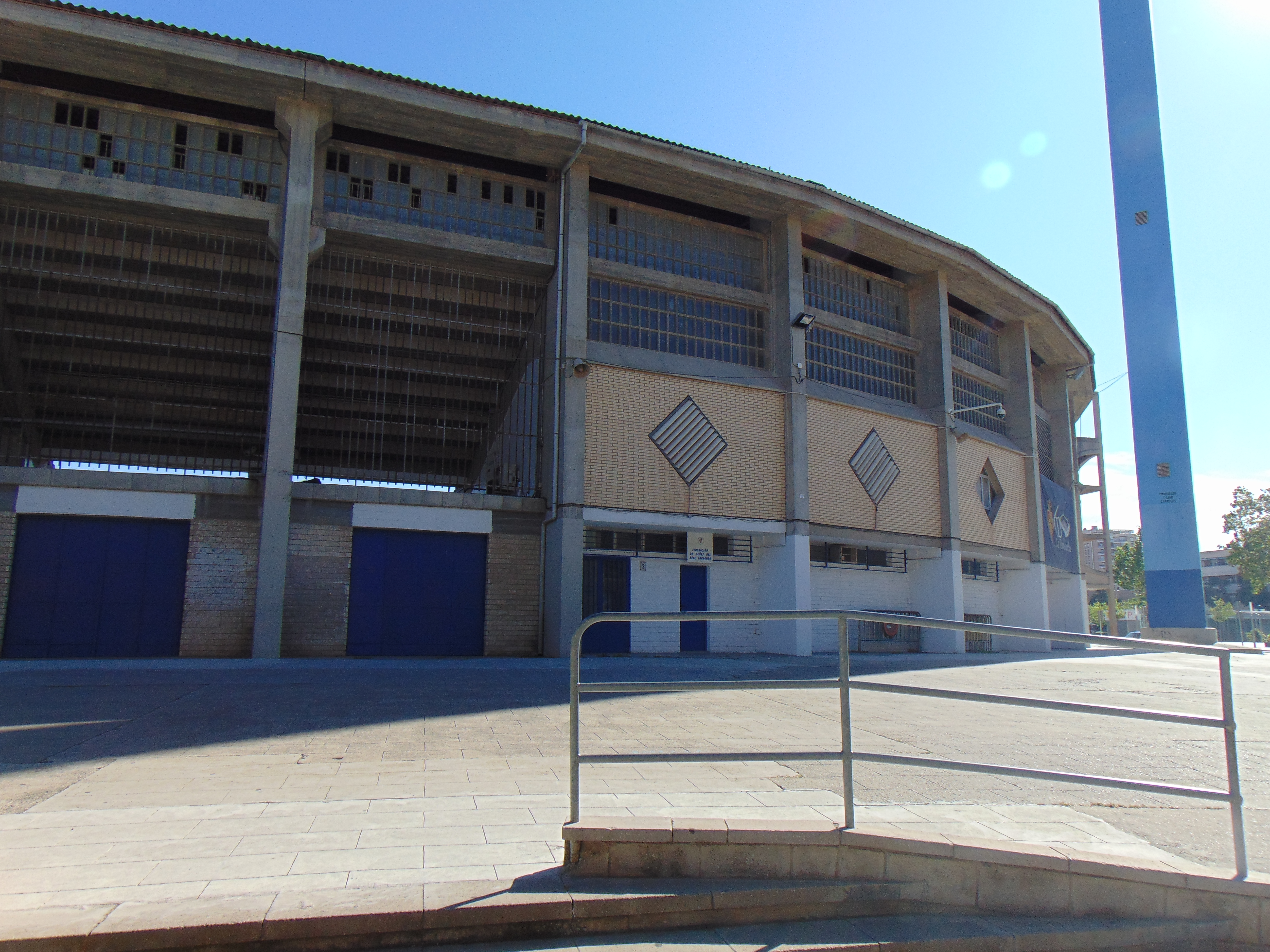
外観1
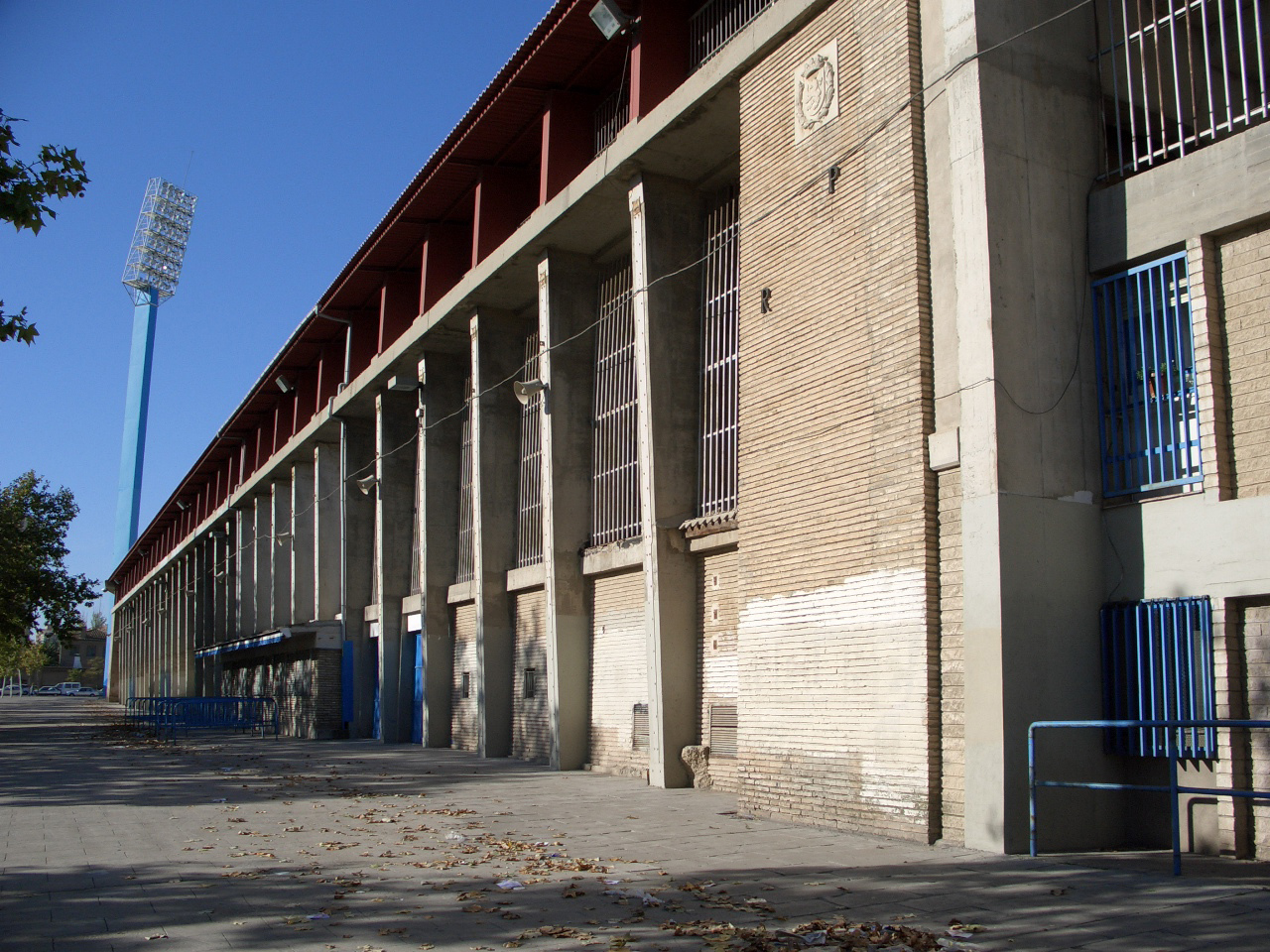
外観2
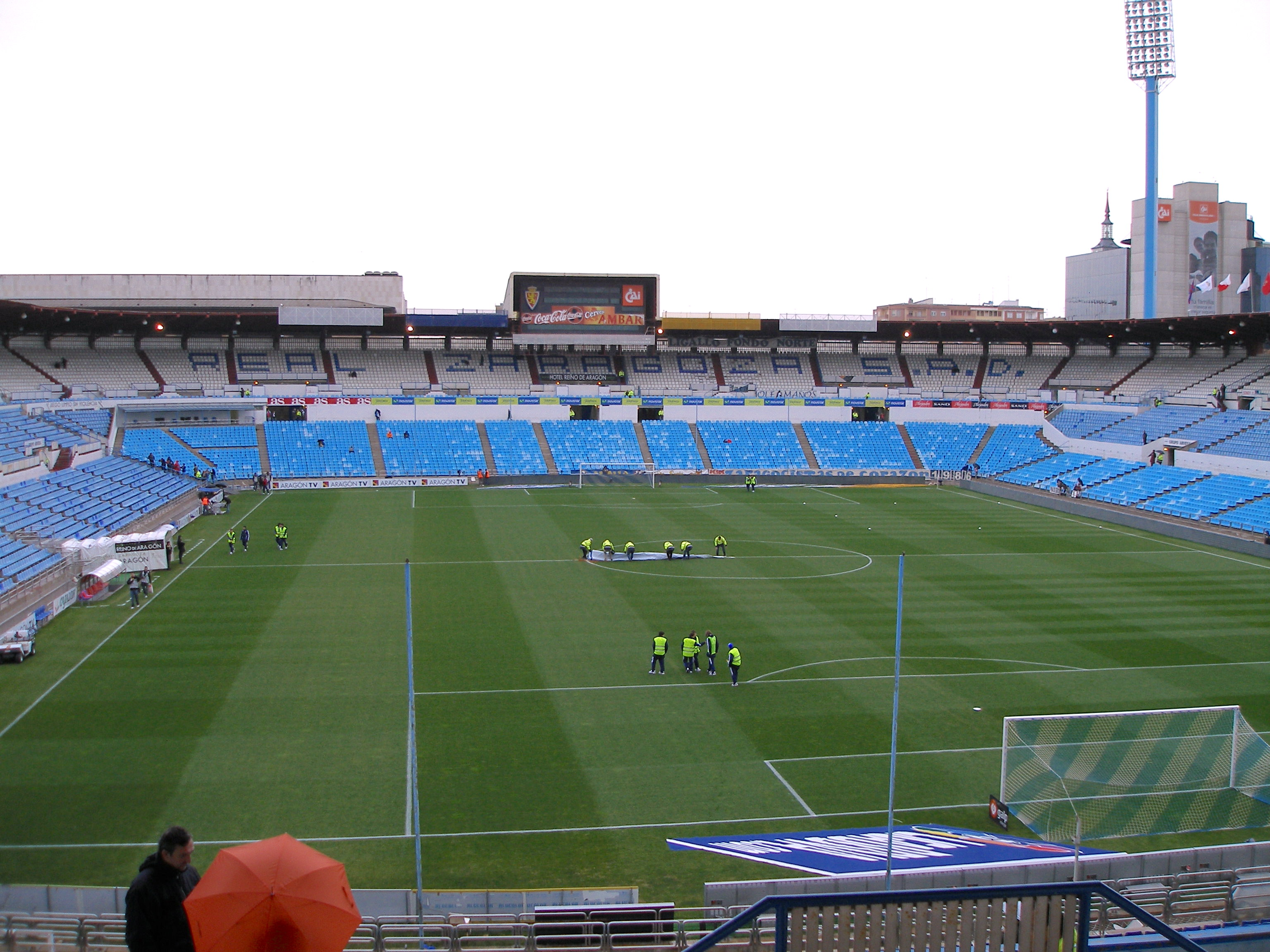
内観
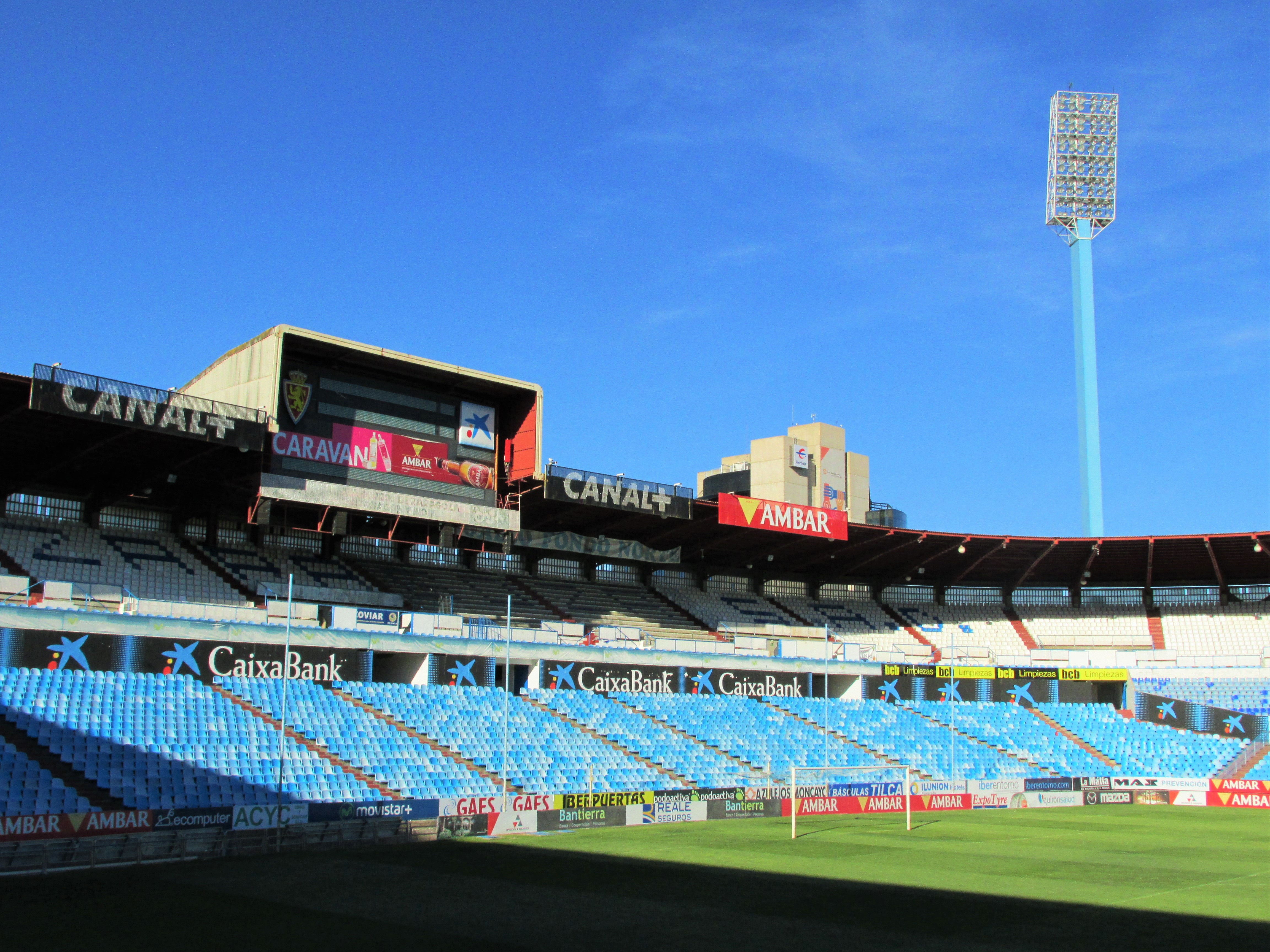
北スタンド
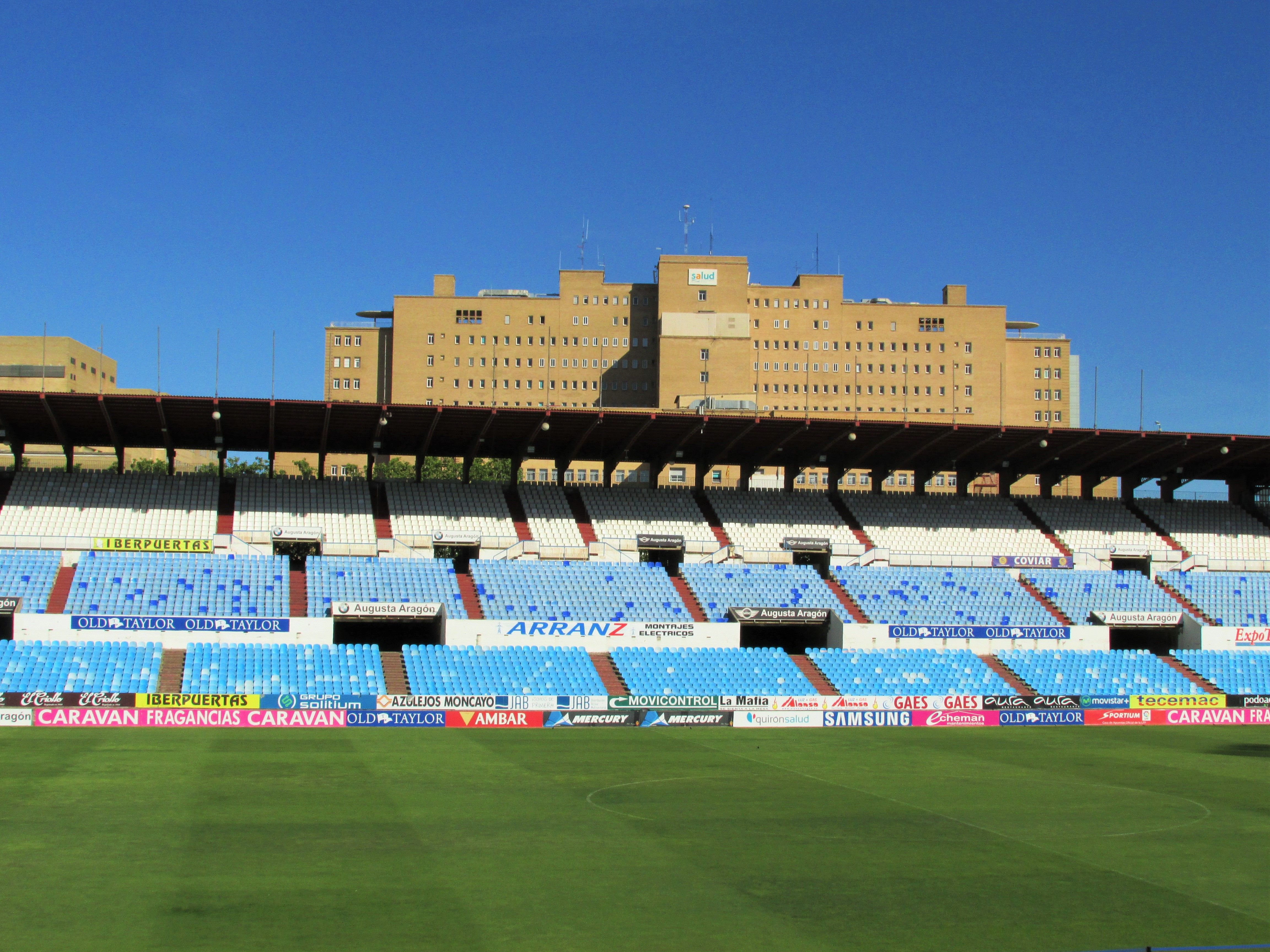
南スタンド